# Sean Young
Sean Young, all'anagrafe Mary Sean Young (Louisville, 20 novembre 1959), è un'attrice statunitense. È nota per aver interpretato la parte di Rachael nel film di Ridley Scott Blade Runner (1982) e di Chani nel film di David Lynch Dune (1984).

## Biografia
Sean Young nasce a Louisville, in Kentucky, da Lee Guthrie, una sceneggiatrice, addetta alle pubbliche relazioni e giornalista, e da Donald Young, giornalista e produttore televisivo. Si diploma alla Interlochen Arts Academy e frequenta la School of American Ballet di New York. Prima di intraprendere la carriera di attrice lavora come modella, ballerina e PR.
Esordisce nel 1980 con il film Jane Austen a Manhattan di James Ivory e, dopo un piccolo ruolo in Stripes - Un plotone di svitati (1981), ottiene la parte che le dà lo status di star, quella dell'ambigua Rachael di Blade Runner (1982). Nel corso degli anni ottanta prende parte ad altre pellicole importanti, come Senza via di scampo (1987), in cui interpreta la femme fatale che scatena la guerra tra Gene Hackman e Kevin Costner, Wall Street (1987), in cui il suo ruolo viene considerevolmente ridotto a causa degli screzi con il regista Oliver Stone, Dune (1984) di David Lynch e il disneyano Baby - Il segreto della leggenda perduta (1985).
Nel 1988 interpreta il cupo Cocaina, dove è protagonista al fianco di James Woods di una discesa negli inferi della tossicodipendenza. Woods successivamente la denuncia per molestie, accusandola, assieme ad altre discutibili condotte, di aver lasciato una bambola sfigurata davanti alla porta di casa sua. La Young da parte sua nega ogni accusa e rimanda la questione ad un suo rifiuto delle avance di Woods. La causa si chiude con un accordo extragiudiziale nel 1989.

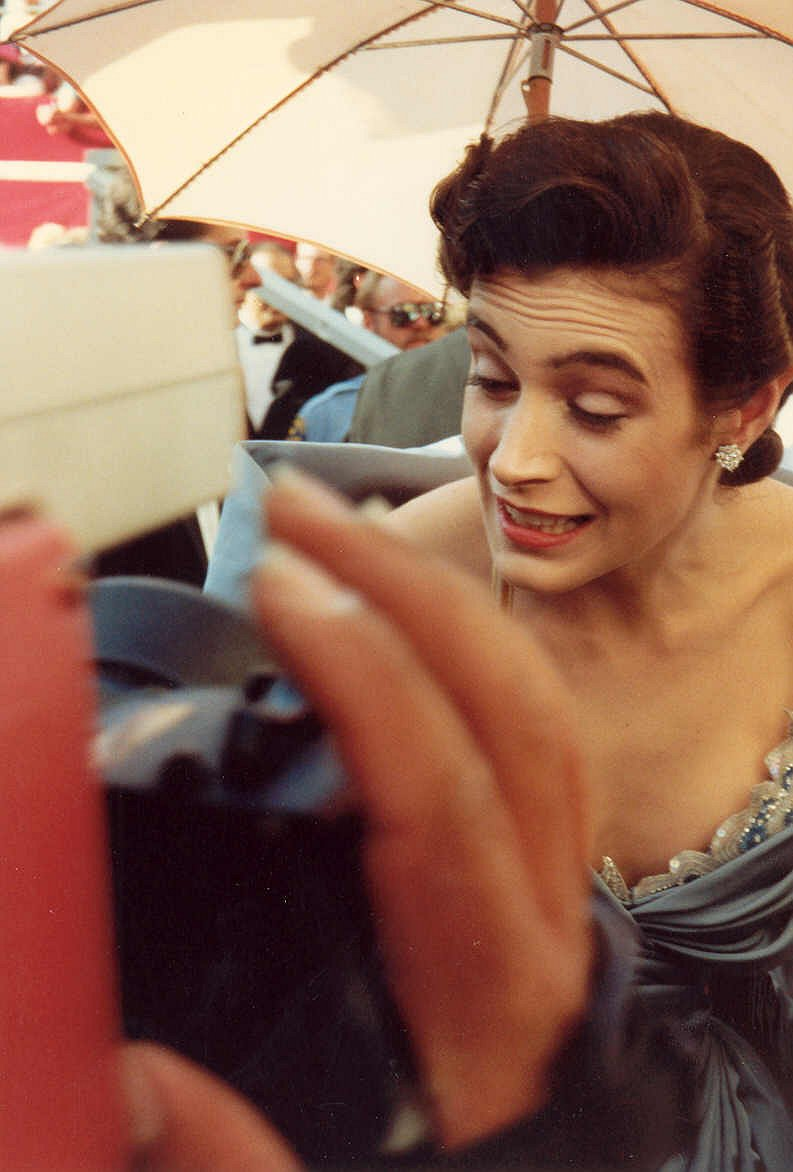
Sean Young alla cerimonia di premiazione degli Oscar del 1988

Nel 1989 viene scritturata per il ruolo di Vicki Vale in Batman di Tim Burton, ma durante le prove si frattura un braccio dopo una caduta da cavallo, venendo così sostituita da Kim Basinger. Alla vigilia delle riprese di Batman - Il ritorno, sempre di Burton, cerca in tutti i modi di ottenere il ruolo di Catwoman (andato poi a Michelle Pfeiffer), arrivando al punto di presentarsi di fronte al regista in costume da Catwoman.
Nel 1990 viene scritturata per il ruolo di Tess Trueheart in Dick Tracy, ma poco dopo viene licenziata perché non appariva abbastanza materna per il ruolo. La Young da parte sua dichiara di essere stata licenziata per avere rifiutato le avance sessuali da parte di Warren Beatty. Nel 1990 Sean Young sposa Robert Lujan, da cui ha due figli. La coppia divorzia nel 2002. Nel 1991 conquista il Razzie Awards quale peggior attrice dell'anno in Un bacio prima di morire, e interpretando un doppio ruolo si aggiudica anche il Razzie Award alla peggior attrice non protagonista.
Dopo qualche commedia di buon successo come il parodistico Fatal Instinct (1993) e il demenziale Ace Ventura - L'acchiappanimali (1994), negli anni novanta la sua carriera ha una flessione, causata anche dal fatto che la Young va a vivere lontano da Hollywood, a Sedona, in Arizona. Nel 1997 riprende il ruolo di Rachael per la versione videogame di Blade Runner.
A partire dagli anni 2000 è impegnata sempre più in televisione, alternando film-tv, miniserie e ruoli da guest-star in popolari serie come CSI: Crime Scene Investigation, E.R. - Medici in prima linea e Squadra Emergenza. Partecipa a due reality televisivi, Gone Country 2 nel 2008 e Skating with the Stars nel 2010, e tra il 2010 e il 2011 prende parte a 45 episodi della soap-opera Amarsi. Nel gennaio 2008 la Young si ricovera volontariamente in un centro di riabilitazione per alcolisti. Il giorno prima era stata allontanata dalla serata di premiazione per i Directors Guild of America Awards dopo avere insistentemente molestato il regista Julian Schnabel.
Nel 2011 ha preso parte al reality Celebrity Rehab with Dr. Drew, che racconta la cronaca della riabilitazione di alcuni VIP in un centro di riabilitazione di Pasadena. Anche in questo caso la Young cerca di curare la sua dipendenza da alcol. Nel 2012 l'attrice è stata arrestata dalla polizia di Los Angeles dopo aver tentato di introdursi senza invito a una festa con i partecipanti alla cerimonia di consegna degli Oscar.
Nel 2018 prende parte alla serie televisiva di TNT L'alienista, tratta dall'omonimo romanzo di Caleb Carr, nella quale interpreta il ruolo della signora Van Bergen.

## Filmografia parziale

### Attrice

#### Cinema
- Jane Austen a Manhattan (Jane Austen in Manhattan), regia di James Ivory (1980)
- Stripes - Un plotone di svitati (Stripes), regia di Ivan Reitman (1981)
- Blade Runner, regia di Ridley Scott (1982)
- L'ospedale più pazzo del mondo (Young Doctors in Love), regia di Garry Marshall (1982)
- Dune, regia di David Lynch (1984)
- Baby - Il segreto della leggenda perduta (Baby: Secret of the Lost Legend), regia di Bill L. Norton (1985)
- Senza via di scampo (No Way Out), regia di Roger Donaldson (1987)
- Wall Street, regia di Oliver Stone (1987)
- Cocaina (The Boost), regia di Harold Becker (1988)
- Cugini (Cousins), regia di Joel Schumacher (1989)
- Apache - Pioggia di fuoco (Fire Birds), regia di David Green (1990)
- Un bacio prima di morire (A Kiss Before Dying), regia di James Dearden (1991)
- Forever, regia di Thomas Palmer Jr. (1992)
- Sola con l'assassino (Love Crimes), regia di Lizzie Borden (1992)
- Sette criminali e un bassotto (Once Upon A Crime), regia di Eugene Levy (1992)
- Ghiaccio blu (Blu Ice), regia di Russell Mulcahy (1992)
- Cowgirl - Il nuovo sesso (Even Cowgirls Get the Blues), regia di Gus Van Sant (1993)
- Fatal Instinct - Prossima apertura (Fatal Instinct), regia di Carl Reiner (1993)
- Ace Ventura - L'acchiappanimali (Ace Ventura: Pet Detective), regia di Tom Shadyac (1994)
- Dr. Jekyll e Miss Hyde (Dr. Jekyll & Miss Hyde), regia di David Price (1995)
- Ritratto nella memoria (The Proprietor), regia di Ismail Merchant (1996)
- A proposito di uomini (Men), regia di Zoe Clarke-Williams (1997)
- Special Delivery, regia di Kenneth A. Carlson (1999)
- Poor White Trash, regia di Michael Addis (2000)
- Mockingbird Don't Sing, regia di Harry Bromley Davenport (2001)
- Le insolite sospette - Sugar & Spice (Sugar & Spice), regia di Francine McDougall (2001)
- Threat of Exposure, regia di Tom Whitus (2002)
- A Killer Within, regia di Brad Keller (2004)
- Attack of the 50 Foot Cheerleader, regia di Kevin O'Neill (2012)
- Jug Face, regia di Chad Crawford Kinkle (2013)
- Bone Tomahawk, regia di S. Craig Zahler (2015)
- Darling, regia di Mickey Keating (2015)
- Leaves of the Tree, regia di Ante Novakovic (2015)
- Escape Room - The Game (Escape Room), regia di Peter Dukes (2017)
- Lost Cat Corona, regia di Anthony Tarsitano (2017)
- Blade Runner 2049, regia di Denis Villeneuve (2017)

#### Televisione
- Blood & Orchids, regia di Jerry Thorpe – film TV (1986)
- Una vita per ricominciare (Everything to Gain), regia di Michael Miller – film TV (1996)
- Esenin, regia di Igor Zaytsev – miniserie TV (2005)
- CSI - Scena del crimine (CSI: Crime Scene Investigation) – serie TV, episodio 7x02 (2006)
- Sea Change - Delitto perfetto (Jesse Stone: Sea Change), regia di Robert Harmon – film TV (2007)
- L'alienista (The Alienist) – serie TV, 4 episodi (2018)

### Doppiatrice
- Gekijôban Furandaasu no inu, regia di Yoshio Kuroda (1997) - Alois
- Blade Runner – videogioco (1997) - Rachel

## Riconoscimenti (parziale)
- Hollywood Reel Independent Film Festival
  - 2021 – Miglior attrice non protagonista in un cortometraggio per Who Wants Dessert?

## Doppiatrici italiane
Nelle versioni in italiano dei suoi film, Sean Young è stata doppiata da:
- Roberta Paladini in Baby - Il segreto della leggenda perduta, Cowgirl - Il nuovo sesso, A proposito di uomini
- Emanuela Rossi in Blade Runner, Dr. Jeckyll & Miss Hyde, CSI - Scena del crimine
- Roberta Greganti in Fatal Instinct, Ace Ventura - L'acchiappanimali
- Laura Boccanera in Cocaina, Ritratto nella memoria
- Cristina Boraschi in Senza via di scampo, L'alienista
- Antonella Rinaldi in Un bacio prima di morire, Dune
- Anna Cesareni in Apache - Pioggia di fuoco
- Melina Martello in Stripes - Un plotone di svitati
- Isabella Pasanisi in Le insolite sospette - Sugar & Spice
- Eleonora De Angelis in Stripes - Un plotone di svitati (ridoppiaggio)